# Idioma andoque
El andoque es una lengua indígena americana hablada por unos pocos centenares de indígenas andoques en el curso del río Caquetá en Colombia, y actualmente en declive en cuanto a número de hablantes.
En 2000 se censó que había 610 hablantes en el área del río Anduche, aguas abajo de Araracuara (Amazonas, Colombia); 50 de ellos eran monolingües en dicha lengua. Anteriormente la lengua también se había hablado extendido por Perú. El 80 % de los hablantes hablan fluidamente español.

## Parentesco
Generalmente se considera que el andoque es una lengua aislada, aunque ciertos autores como Kaufman (1994), ha propuesto que podría estar lejanamente emparentado con las lenguas bora-witoto. Más recientemente, Jokesky (2016) encontró claras evidencias de que el moderno andoque y el urequena una lengua extinta hablada durante el siglo XIX en la cuenca del Putumayo están clramente emparentadas. Subisguientemente, Jokelsky consideró que andoque-urukena podría estar relacionado con las familia lingüística duho, propuesta por el mismo autor.

## Descripción

### Fonología
Vocales
|          | Anteriores | Centrales | Posteriores |
| -------- | ---------- | --------- | ----------- |
| Cerradas | i î        | ɨ         | u           |
| Medias   | e ẽ        | ə ə̂       | o õ         |
| Abierta  | a ã        | ʌ ʌ̃       | ɒ           |

Son nueve vocales orales y seis nasales, que pueden registrar tono alto o bajo.
Consonantes
|                   | labial | alveolar | palatal | velar | glotal |
| ----------------- | ------ | -------- | ------- | ----- | ------ |
| oclusivas sordas  | p      | t        |         | k     | ʔ      |
| oclusivas sonoras | b      | d        | j (y)   |       |        |
| nasales           | m      | n        | ɲ (ñ)   |       |        |
| fricativas sordas | f      | s        |         |       | h      |

### Clasificadores
El sujeto no aparece como un nombre o sustantivo desnudo, sino que va acompañado de marcas de género o clasificadores nominales (que indican cosas relativas a la geometría). Estos clasificadores nominales son:
animadas
masculinas
presentes (-ya-)
ausentes (-o-)
femeninas
presentes (-î-)
ausentes (-ô-)
colectvo (-ə-)
inanimadas
blando o ahuecado (-o-)
rígido o alargado (-ó-)
otros (-ʌ-)
Las marcas de persona sujeto pueden ser o- ("yo"), ha- ("tú"), ka- ("nosotros") kə- ("ustedes").
El predicado verbal adjetivo tienen un sufijo que concuerda con el índice del sujeto: -ʌ para animados y blandos o ahuecados; -o para rígido o alargado; -i para los otros. Además se marca con prefijos que indican modo, dirección o aspecto e infijos de tiempo. El predicado nominal (lo que algo es en sí mismo) no tienen sufijo de concordancia ni prefijo dinámico, pero sí pueden presentar infijo de tiempo y modo, como verbo. Las demás funciones argumentales (beneficiario, instrumental, locativos) aparecen fuera del verbo bajo la forma de índices sufijados por una marca de caso. Hay 11 sufijos casuales.

### Epistémicos
Por otra parte la oración tiene marcas de conocimiento o epistémicos según el emisor sabe del hecho por conocimiento propio, o si por haberlo oído de otra persona, o bien por deducción, etc.
Además existe una marca -nokó de focalización del relato, bien sea destacando los protagonistas o indicando el momento cúlmine del relato. En la lengua existen recursos para representar la acción desde el punto de vista del sujeto u otro de los participantes, o bien desde el punto de vista de un observador exterior.

## Vocabulario
Lista Swadesh del andoque según Landaburu (2000):
| N.º | Español        | Andoque        |
| --- | -------------- | -------------- |
| 1.  | yo             | o-ʔɤ           |
| 2.  | tú             | ha-ʔɤ          |
| 3.  | nosotros       | kẽ-ʔɤ̃          |
| 4.  | esto           | ʌɲẽ́            |
| 5.  | hoja           | -sedɤ̃          |
| 6.  | aquel          | ʌdí            |
| 7.  | ¿quién?        | kó-i           |
| 8.  | ¿qué?          | hi-ʌ           |
| g.  | no             | hʌ́ʌ-bã́         |
| 10. | todos          | sí-õ-kɤ̃        |
| 11. | muchos         | hʌ́ʌ-pãã́, ɯ́ɯ-kɤ̃ |
| 12. | largo          | bɤ̃kɤ̃-          |
| 13. | uno            | ʌisidé         |
| 14. | dos            | ʌ-ʌ́hʌbã́        |
| 15. | grande         | ĩʔõ-kɤ̃         |
| 16. | perro          | ĩɲõ            |
| 17. | chico          | uʔ-pãã́-ɲé-ʌ    |
| 18. | mujer          | tiʔi           |
| 19. | hombre         | ʝóʔhʌ          |
| 20. | pescado        | bei            |
| 21. | pájaro         | hiʌɸo          |
| 22. | piojo          | táʔsi          |
| 23. | cola           | -dɤ̃ta          |
| 24. | árbol          | kɤ̃́ʔɤ̃dɤ         |
| 25. | semilla        | -tapi          |
| 26. | raíz           | -ɲeko          |
| 27. | corteza        | -tasi          |
| 28. | piel           | -tasi          |
| 29. | carne          | -ɤ̃ta           |
| 30. | sangre         | -duʔs          |
| 31. | hueso          | -tadɤ̃          |
| 32. | grasa          | kẽɤ̃i           |
| 33. | huevo          | -hádɤ          |
| 34. | cuerno         | -si            |
| 35. | pluma          | -ɲeɸʌ          |
| 36. | parado         | taɲe-          |
| 37. | cabello        | ka-tai ʌka-be  |
| 38. | cabeza         | -tai           |
| 39. | oreja          | -bei           |
| 40. | ojo            | -ʔákʌ          |
| 41. | nariz          | -pɤta          |
| 42. | boca           | -ɸi            |
| 43. | diente         | -kódi          |
| 44. | lengua         | -sodɤ̃          |
| 45. | rodilla        | -kodoi         |
| 46. | garra, uña     | -sikopɤ        |
| 47. | pie            | -dʌka          |
| 48. | mano           | -dobi          |
| 49. | barriga        | -tura          |
| 50. | cuello         | -ɲekɤ̃́i         |
| 51. | senos          | -ɲeé           |
| 52. | corazón        | -pĩ́tú          |
| 53. | hígado         | -tú            |
| 54. | beber          | -kóʔ-          |
| 55. | comer          | -baʔi-         |
| 56. | morder         | -ʝu-           |
| 57. | ver            | -do-           |
| 58. | oír            | -tó-           |
| 59. | saber          | -do-           |
| 60. | dormir         | -pʌ-           |
| 61. | morir          | ĩ-hʌ́ʌ-         |
| 62. | matar          | -buʔ-          |
| 63. | nadar          | -ɲṍẽi-         |
| 64. | volar          | -bu-           |
| 65. | andar, caminar | -tá-           |
| 66. | venir          | da-ɤ̃-          |
| 67. | acostado       | se-aɲe-        |
| 68. | dar            | -ĩ-            |
| 69. | sentado        | ʝi-ɸɤʌ́-aɲe-    |
| 70. | decir          | -kɤ̃-/-ẽʔ-      |
| 71. | sol            | ĩɒ̃             |
| 72. | luna           | pódɤɤ̃          |
| 73  | estrella       | ɸʌʔko          |
| 74. | agua           | dúʔu           |
| 75  | lluvia         | dɤ-i           |
| 76. | piedra         | ɸisi           |
| 77. | arena          | poʔsɒ̃ɤ̃         |
| 78. | tierra         | ɲṍʔĩ           |
| 79. | nube           | bóasiakʌi dɤ̃kɤ̃ |
| 80. | humo           | bóasiakʌi      |
| 81. | fuego          | ʌʔpa           |
| 82. | ceniza         | pʌtakoi        |
| 83. | arder          | -du-           |
| 84. | camino         | dubɤ, õbɤ      |
| 85. | cerro          | toʌ́i           |
| 86. | rojo           | peo-           |
| 87. | verde          | paʝo-          |
| 88. | amarillo       | dóɒ-           |
| 89. | blanco         | poʔté          |
| 90. | negro          | uo-            |
| 91. | noche          | hʌʔpʌ́ʌ         |
| 92. | caliente       | pã-            |
| 93. | frío           | dõsi-ko-       |
| 94. | lleno          | ɸiʔ            |
| 95. | nuevo          | pá-            |
| 96. | bueno          | ɸɤɲe-          |
| 97. | redondo        | -tude ('bola') |
| 98. | seco           | ʝɒʔɒ-          |
| 99. | nombre         | -ti            |